# 女形

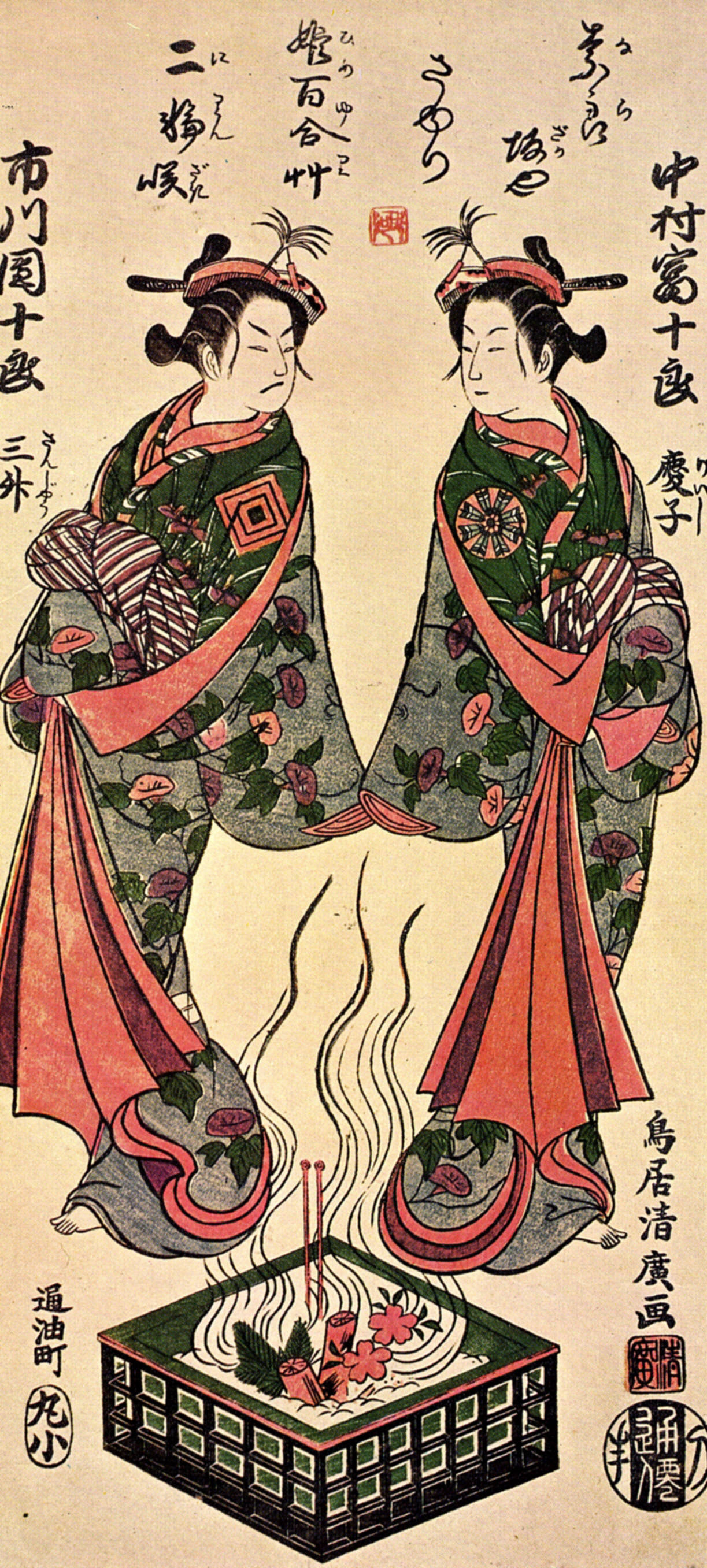
鳥居清廣 画/浮世絵
（1750年 - 1760年頃）

女形・女方（おやま・おんながた）とは歌舞伎において女性を演じる役者・職掌または其の演技様式。

## 概要
本来の語義からいえば、女形を務める役者は男性とは限らないが現在では「男が女を演じる」と解釈される場合が多い。歌舞伎より転じて大衆演劇などにおいて男性俳優が女性を演じることをも称するようになった。
ガタは「方」つまり、能におけるシテ方、ワキ方などと同様、職掌、職責、職分の意を持つものであるから、原義からすれば「女方」との表記がふさわしい。歌舞伎では通常「おんながた」と読み、立女形（たておやま）、若女形（わかおやま）のような特殊な連語の場合にのみ「おやま」とする。「おやま」は一説には女郎、花魁の古名であるともされ、歌舞伎女形の最高の役は花魁であることから、これが転用されたとも考えられる。
通説によれば、歌舞伎の創始者とされているのは女性である。しかし、これが遊女屋に取り入れられて『遊女歌舞伎』となった。元服前の少年たちによる『若衆歌舞伎』も盛んになったが、各地で歌舞伎劇と売春を兼ねる集団となり、同じ役者を好きになった客同士の刃傷沙汰が絶えなかった。このため、1629年(寛永6年)に『遊女歌舞伎』が、1652年(承応元年)に『若衆歌舞伎』が、風紀・風俗を乱すという理由で幕府に禁止された。その翌年、「中心になる役者が前髪を剃って野郎頭になること」「容色本位の踊りではなく『物真似狂言づくし』を演ずること」を条件として興行の再開が許され、現在に至る『野郎歌舞伎』となっている。
そのため女性を演じる男性俳優が歌舞伎の世界に登場したとされ、江戸では糸縷権三郎、大坂では村山左近がその祖であったと伝えられている。江戸時代の女方は芸道修業のため、常に女装の姿で女性のような日常生活を送るものとされていた。
なお、中国の京劇においても女形（男旦）が存在するが、現在ではその役を主に女優が行っている。
スーツアクターにおいては、重さ・関節の可動域の制限・視界の狭さのある着ぐるみを着用してのアクションは技量・体力が求められることから、小柄な男性が女役を演じる場合がある。女形スーツアクターと呼ばれ、顔が見えない分、動作によって女性らしさを充分に表現する技術が必要とされる。

### 立女形
立女方とも書き、歌舞伎の立役や座頭の相手役をつとめる座で最高の地位にある女形を指す。

## 歌舞伎の女形

### 女形の役割
歌舞伎における女形は、次のような種類の役を専門的に演じる役者を指す。
- 娘・姫・女房など、中年以前の女性の役を演じる。
- 幼女は子役の職掌であるから、女形は演じない。
- 老女・尼などは、江戸時代には花車方（かしゃがた）の役者が専門的に演じたものであり、現在でも老女形（ふけおやま）などとして、通常の女形とは区別される。
- 女の敵役（『伽羅先代萩』の八汐、『加賀見山再岩藤』の岩藤など）は、女形ではなく、敵役の役者の職掌である。現在では「敵役」という区分は消滅し、立役のうちに吸収されているが、江戸時代以来の伝統を重んじてこういった役は立役が演じる。美貌を売り物にする女形役者がこうした役をつとめると、ふてぶてしい極悪人であることを観客に納得させることが容易ではなく、舞台演出が困難になってしまうことが配慮されていることもそのひとつの理由である。
- 端役のなかにまれ見られる女の道化役（『仮名手本忠臣蔵』の下女りん、『妹背山婦女庭訓』の豆腐買など）は、女形ではなく、道外方（およびそれを吸収した現在の立役）の職掌である。

女形が演じるのは「三姫」（八重垣姫、雪姫、時姫）に代表される姫君や花魁や若い娘や人妻、奥女中などである。ただし『三人吉三』のお嬢吉三や『青砥稿花紅彩画』（白浪五人男）の弁天小僧のような女装の美少年を演じるのも女形である。
女形が芯を張る主役の歌舞伎・狂言は少なく、その場合は立女形が必ず演じる。先代萩の政岡、妹背山のお三輪、十種香の八重垣姫など。
歌舞伎の女形の衣裳は華やかなものであるほど重量があり、花魁(助六の揚巻)では20kg超、かつらや下駄をつけると40kgに及ぶという。演目や役により、身に着けてじっとしていなくてはならない場合、長時間に渡って踊り続ける場合、和楽器演奏をしなくてはならない場合もある。観客から見て美しいかたちに見えるのは役者が苦しい体勢であるという。重い衣装を着用して動く、発声すること自体も難しく、このため女形は大変な技術と体力を要求される。
5代目坂東玉三郎は体力的な限界を理由に2019年を最後に地方公演を引退し、近年は自らのつとめてきた大役を若手に継承している。

### 異性を演じる俳優
平安時代末期から鎌倉時代に起こった白拍子では異性装が行われており、男装をした女性が男舞を踊った。野郎歌舞伎が成立した江戸時代の祭礼では鳶に扮した芸者が踊り、全ての役を女性が演じる劇も行われた。大正期には少女歌劇が成立し、昭和初期から昭和40年代ころまでは女剣劇の興行が人気であった。
また女形の演じるものは「実際の女性ではない」と複数の歌舞伎役者(女形)が明言しており、男役経験者・宝塚OGは女性が演じることの意義を述べている。
- 4代目中村雀右衛門は女形について「完全に独立した女の世界を表現する方法」と述べており、女形が演じるのは「男性の眼で女性を見て、それを自分の中に取り込んで吸収して消化して、そこから出てくるもの」であるとしている[20]。
- 5代目坂東玉三郎は『男性作家が ”登場人物として書く男女の気持ちを考え抜いた上で” 物語を書いている』ことに譬え、「素晴らしい作品は、見事に女性が描き切られています。つまり、そういう意味で、女形も一種の作品だと見ればいいのだと思います」と説明している[21]。女形は（女性は）こうあってほしいという作者の憧れのようなもので、「限られた時間(舞台上に)しか存在しない」「夢」であるという[22]。
- 2代目中村七之助は「女形は女性を演じるのではなく、女形という役柄を演じているんです。僕はそう思ってやっています」「歌舞伎に出て来る女性は極端な人が多いんです。好きだったらもう徹底的に好き。その人のためなら父親だって裏切るし、会うためならば湖の上も飛ぶ。もちろん、死ぬことだっていといません。そのまっすぐな情熱は、男としては怖く感じるくらいです。歌舞伎はほとんど男性が書いて男性が演じてきたものですから、男の女性観が凝縮したのが女形の役々と言えるのかも知れません」と話している[23]。
- 元花組トップ男役の明日海りおは「宝塚の男役は、女性が演じるからこそ“こうあってほしい”という理想を具現化しやすい」面を説明している。自然と自分の中にも「理想の男性像」のようなものが出来上がっていったという[24]。元星組トップ男役の柚希礼音は現役中からアメリカでダンスレッスンを受けているが、「ブロードウェイの舞台を見ていても、宝塚の男役の方がかっこいいなと思うところがあり、やっぱり宝塚は世界に一つだなと思います。女性が男役をすることによって、夢のようだし、美しいし、清潔感がある」と話している[25]。
- 宝塚歌劇団68期生でAll About宝塚のガイドを務める桜木星子は、宝塚の男役の魅力について「歌舞伎の女形の魅力に似ていて、異性を演じる魅力。ないものを創り出して現れる魅力、実世界に存在しないからこそ、さらに感じる魅力」と述べている[26]。

女形が演じるのは「男性の理想の女性像」、男役が演じるのは「女性の理想の男性像」の反映であることについては、宝塚歌劇団を創立した小林一三も述べている。小林は歌劇団に男子部を作って男性団員を加入させようと試みたが、劇団員やファンの反対により断念している。その後、著書「宝塚生い立ちの記」で「今日ではもうそんなことは考えたことがない。それは歌舞伎と同じリクツだ。歌舞伎の女形は不自然だから、女を入れなければいかんというて、ときどき実行するけれども、結局、あれは女形あっての歌舞伎なのだ。同じように宝塚の歌劇も、男を入れてやる必要はさらにない」「歌舞伎の女形も、男の見る一番いい女である。性格なり、スタイルなり、行動なり、すべてにおいて一番いい女の典型なのである。だから歌舞伎の女形はほんとうの女以上に色気があり、それこそ女以上の女なんだ。そういう一つの、女ではできない女形の色気で歌舞伎が成り立っていると同じように、宝塚歌劇の男役も男以上の魅力を持った男性なのである。だからこれは永久に、このままの姿で行くものではないかと思う」と記している。
歌舞伎大向弥生会の幹事でありAll About歌舞伎のガイドを務める堀越一寿は、「歌舞伎の女」を女優が演じることについて「ほとんどの女優さんが『自らが女性である』ことを当たり前に演じており、『素の生々しさ』が出てしまっていた」と述べている。しかし、舞台の上だけに生きるまぼろしの女を演じられる女優の姿を一度だけ見たという。その女優は元宝塚の男役で「自分と異なる性を演じるために、役を自分から切り離し、男性の中の魅力的なエッセンスを取り出して、自分なりの技術で再構築」した経験を活かしていたのだろうと推測している。
異性を演じる俳優同士の間には親交があることも多く、4代目中村橋之助のように宝塚ファンであることを公言する歌舞伎役者も存在する。
- 宝塚の娘役であった扇千景を祖母に持つ中村壱太郎は元星組トップ男役の紅ゆずると親交があり、性別を越えて演じられる歌舞伎・宝塚の魅力について度々語っている[30][31]。
- 元宝塚専科の片岡サチ（宝塚時代の芸名は汐風幸）の父と兄は、それぞれ歌舞伎俳優の片岡仁左衛門と片岡孝太郎である。
- 1999年12月にシェイクスピアの「十二夜」を元にした「エピファニー －『十二夜』より－」が宝塚バウホールで上演されている。歌舞伎役者の娘が双子の兄・高五郎になりすまして歌舞伎役者になったことから起こった騒動の物語で、星組男役スター彩輝直(2004年にトップ就任)が主人公のおたかを演じた[32][33]。
- 日本俳優協会がファンサービスと運営資金集めのために行っているイベント「俳優祭」では、宝塚歌劇のパロディも上演されている。
  - 1989年(第26回)には「歌舞伎ワラエティー『佛国宮殿薔薇譚（べるさいゆばらのよばなし）』(『ベルサイユのばら』のパロディ3代目市川猿之助の構成・演出)が上演され、物語の主人公で『男装の麗人』オスカル役を女形である5代目中村児太郎(9代目中村福助)が演じた[34][35]。
  - 2004年(第33回)上演の勧進帳のパロディ「滑稽俄安宅珍関（おどけにわかあたかのちんせき）」では、9代目福助による女形オスカルが再び登場したほか、「扇千景にそっくりの」次男である三代目中村扇雀が「風と共に去りぬ」の主人公スカーレットに扮して登場している[36]。